# قائمة كوارث نترات الأمونيوم

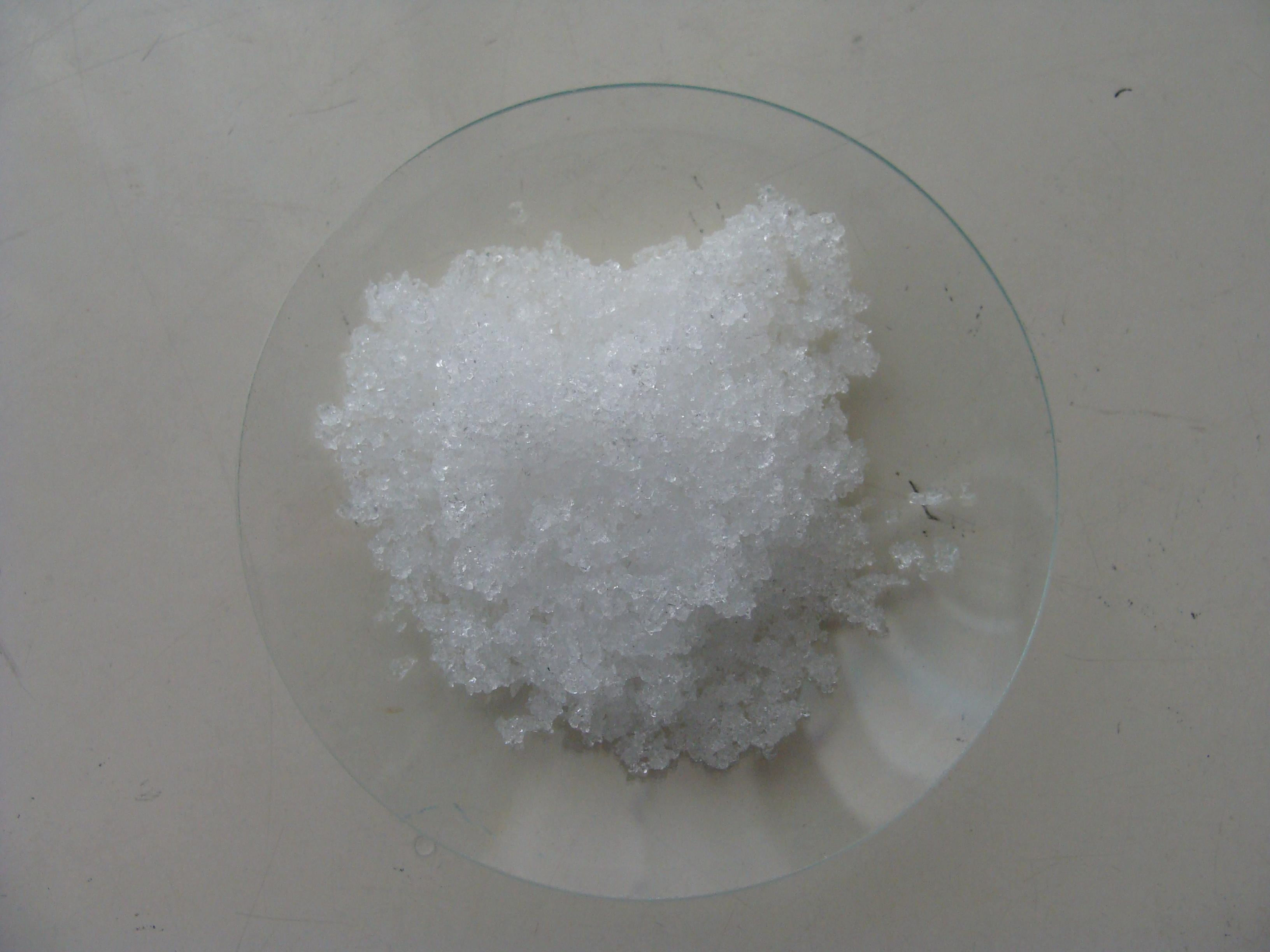
صورة تظهر نترات الأمونيوم في حالتها الصلبة وهي مادة قابلة للذوبان بشكل طبيعي، وصيغتها الكيميائية NH4NO3.

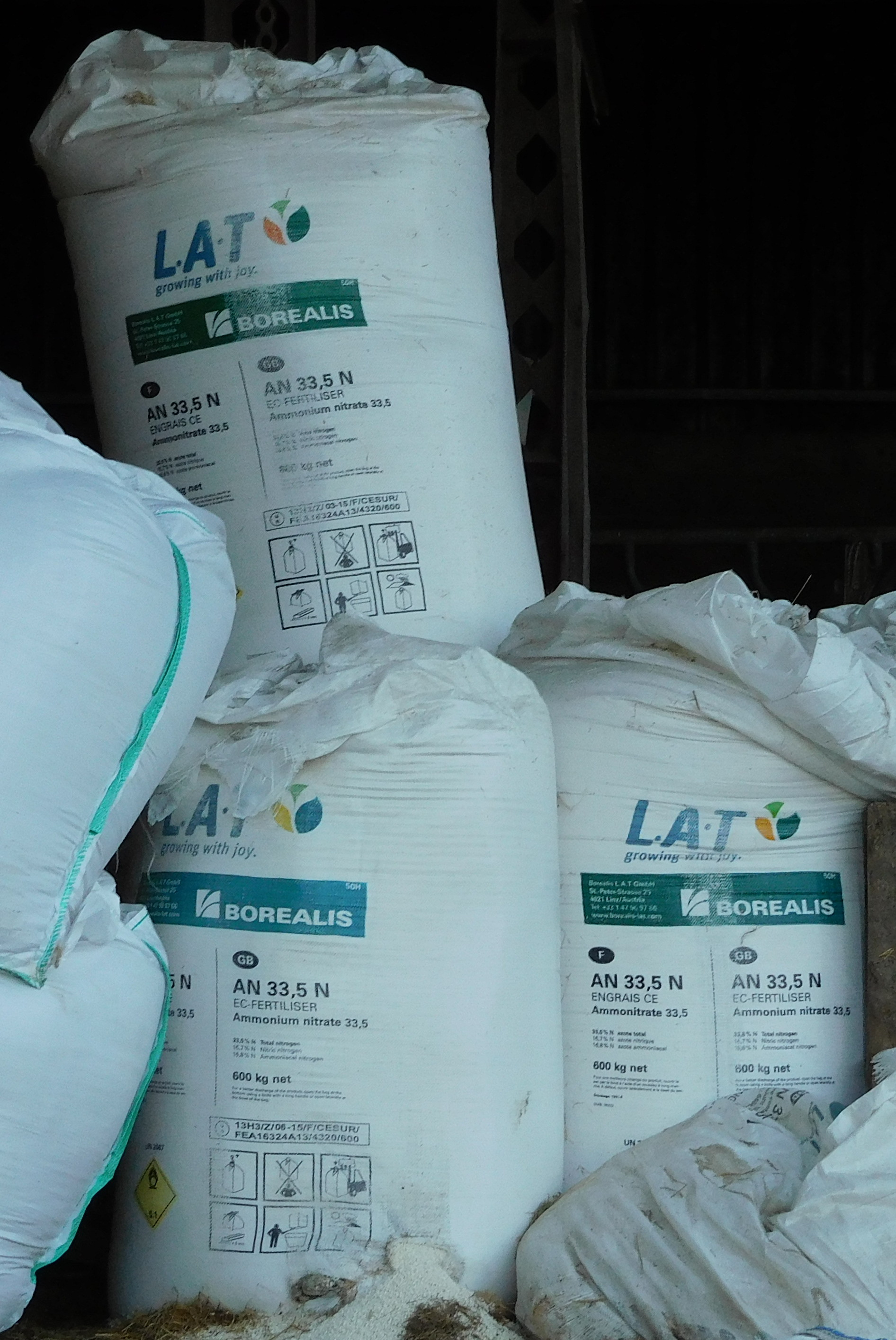
نترات الأمونيوم في أكياس سماد من إنتاج شركة Borealis.

قائمة كوارث نترات الأمونيوم تستعرض القائمة الأحداث والكوارث التي جرت خلال السنوات الماضية من جراء انفجارات وحرائق كانت نترات الأمونيوم سبب رئيسي أو مساعد فيها منذ أول حادثة جرت في 14 يناير 1916 في مدينة نيوجيرسي الأمريكية وحتى انفجار مرفأ بيروت في 4 أغسطس 2020.
يعرف عن نترات الأمونيوم أنها تتحلل في درجات حرارة (أعلى من 210 درجة مئوية - 410 درجة فهرنهايت). وتتوقف عن التحلل بمجرد إزالة مصدر الحرارة عنها، ولكن عند وجود المحفزات، يمكن أن يصبح التفاعل فيها مستدامًا ذاتيًأ وهو يعرف باسم التحلل الذاتي، وهذا يُعد خطرًا، ويعرف في بعض أنواع الأسمدة مثل (السماد الكيميائي NPK) وهو مسؤول عن حوادث عديدة جرت في بعض سفن الشحن والبضائع.
تعتبر الانفجارات الناتجة عن نترات الأمونيوم بأنها أقل نسبيًا من قنبلة نووية وأقوى من قنبلة تقليدية، وتصنف من بين أكبر الانفجارات غير النووية في العالم. ويعتبر أشهرها حادثة مرفأ بيروت، وكما ظهر في بعض المقاطع المصورة للانفجار في البداية دخان أبيض ورمادي تلاه انفجار أطلق سحابة ضخمة من الدخان الأحمر الذي يميل للون البني وسحابة عيش الغراب. وهذا يشير إلى أن الغازات المنبعثة عبارة عن أبخرة نترات أمونيوم بيضاء وماء وأكسيد نيتريك أحمر وبني، وثنائي أكسيد النيتروجين ذا اللون البرتقالي والأحمر، ويمكن أن يشكل المخزون الكبير منها حرائق كبيرة بسبب الأكسدة الداعمة لها وقد تنفجر أيضًا، كما حدث في كارثة مدينة تكساس عام 1947 والتي أدت إلى تغييرات كبيرة في لوائح التخزين والاستلام.

## مقدمة تعريفية
نترات الأمونيوم مركب كيميائي له الصيغة (NH4NO3) وهي مادة كيميائية صناعية يشيع استخدامها في صناعة الأسمدة، والمتفجرات في المحاجر والمناجم، وهي تأخذ شكل بلورات عديمة اللون وسهلة الانحلال في الماء وهي تسيل بسهولة لدى تماسها مع الهواء، عندما يتم تسخينها تتحلل بشكل غير قابل للانفجار إلى غازات من الأكسجين والنيتروجين وبخار الماء، ومع ذلك يمكن حثها على التحلل بشكل متفجر عن طريق التفجير إلى أكسيد النيتروس وبخار الماء.
بشكل عام تعتبر مادة آمنة نسبيًا في حال كانت بعيدة عن أي محفزات أخرى وجرى تخزينها بشكل صحيح. لكنها تكون شديدة الخطورة لو تم تحفيزها أو خلطها بمواد مشتعلة أو جرى تخزينها بشكل غير آمن ويمكن أن يؤدي تعرض كمية كبيرة منها للحرارة الشديدة إلى حدوث انفجار، كما يمكن أن يتسبب تخزينها بكميات كبيرة وفي منشأة سيئة التهوية في حدوث انفجارات هائل. وكلما زادت الكمية زاد احتمال تعرضها للانفجار. وهناك فئتان رئيسيتان من الحوادث التي تؤدي إلى الانفجارات:
- الفئة الأولى: يحدث الانفجار في النترات بواسطة صدمة انفجارية انتقالية وتحدث عن طريق انفجار عبوة ناسفة، أو انفجار قذيفة في كتلتها، أوعن طريق ملامستها لخليط متفجر. والأمثلة على هذا: انفجار مجموعة تيسينديرلو في بلجيكا، وانفجار أوباو في الرايخ الألماني.
- الفئة الثانية: يحدث الانفجار من خلال حريق في نترات الأمونيوم نفسها كما حدث قي (تكساس، بريست، تيانجين، بيروت) أو إلى خليط من نترات الأمونيوم مع مادة قابلة للاحتراق أثناء الحريق. ويوجد فرق بين احتراق النترات وهي تعتبر بصورة آمنة في المرحلة الأولية إذا ما تم السيطرة على الحريق، أما إذا كان الحريق انفجار في النترات فهذا يعتبر أخطرها والذي يتسبب في كوارث كبيرة على عدة كيلومترات كما حدث في مرفأ بيروت[12][16]، وهي ظاهرة تُعرف باسم (الاحتراق ثم الانتقال إلى الانفجار) أو اختصارًا (DDT) وتتم عن طريق تحول خلائط مواد قابلة للاشتعال لغاز قابل للاشتعال مع وجود الهواء أو الأكسجين، وهذا يحدث في عملية انتقال مفاجئ من مرحلة الاحتراق إلى التفجير وأخيرًا الانفجار، وفي بعض الحالات قد لا يحدث الانفجار.[17][18][19]

## الجدول الزمني للحوادث
عبر التاريخ جرت حوادث عديدة كان المسبب الأساسي لها نترات الأمونيوم ومن أشهرها، انفجار مركب الكبريتات وسماد نترات الأمونيوم في مصنع أوباو بألمانيا عام 1921 قتل خلالها 561 شخص، وفي عام 2001 أدى انفجار في مخزن لنترات الأمونيوم، في تولوز بفرنسا، إلى مقتل 31 شخصا وإصابة 2500 شخص، وفي عام 2013 تسبب انفجار نترات أمونيوم كانت مُخزنة في مصنع للأسمدة بتكساس بمقتل 14 شخصًا وإصابة نحو 200 شخص، وفي عام 2015 أسفرت انفجارات في مستودع يُستخدم لتخزين نترات أمونيوم ومواد كيميائية أخرى بميناء تيانجين في الصين عن مقتل 116 شخص. ويعتبر الحدث الأشهر منها حاليًا انفجار مرفأ بيروت والذي انفجرَ ما منه يقارب 2750 طنًا من نترات الأمونيوم والتي كانت مُخزنة في الميناء منذ ست سنوات في العنبر 12 دون إجراءات السلامة.
ويمكن خلط نترات الأمونيوم مع مواد أخرى لصنع قنبلة. وقد تم استخدامها في تفجيرات الجيش الجمهوري الأيرلندي بلندن في حِقْبة التسعينات، وكذلك في تفجير عام 1995 الذي فجّر مبنى اتحادي في أوكلاهوما بأمريكا والذي قُتل فيه 168 شخص، وفي تفجيرات عام 2002 في نواد ليلية في بالي بإندونيسيا والتي قُتل فيها أكثر من 200 شخص. كما احتوت الكثير من القنابل البدائية أو محلية الصنع التي استُخدمت ضد القوات المسلحة الأمريكية في أفغانستان على نترات الأمونيوم.
| الترتيب | البلد                      | المدينة والموقع          | التاريخ        | حالات الوفاة | الكمية AN       | عن الحادثة | مصدر                                                    |
| ------- | -------------------------- | ------------------------ | -------------- | ------------ | --------------- | --- | ------------------------------------------------------- |
| 1       | الولايات المتحدة الأمريكية | جيمستاون، نيوجيرسي       | 14 يناير 1916  | 1            | 1.81            | جرت الحادثة في شركة داو دوبونت في أحد أوعية التبخير في مصنع ريباونو على إثر أعمال تبخير حدث خلالها انسداد لمجرى الهواء في أحد الأوعية مما تسبب في إرتفاع درجة حرارة نترات الأمينيوم داخلها، أدى ذلك إلى انفجار 4000 رطل من النترات، قتل خلالها شخص واحد وجرح 12. | [ 26 ]                                                  |
| 2       | المملكة المتحدة            | فافيرشام، كنت            | 2 أبريل 1916   | 115          | 700             | حادثة الانفجار العظيم: كما سميت لاحقًا وقعت بتاريخ 2 أبريل 1916 في الساعة 14:20 والتي وقعت في مصنع فالإرشام للمتفجرات في طاحونة البارود في أوبلس وهي قرية صغيرة شمال مدينة فافيرشام في جنوب شرق إنجلترا، حيث اندلع حريق في أحد المخازن التي كانت تحتوي على 700 طن من نترات الأمونيوم و200 طن من مادة ثلاثي نترو التولوين (TNT) بعد اشتعال النيران في بعض الأكياس الفارغة، نتج عنها انفجار مادة تي إن تي ونترات الأمونيوم (المستخدمة في تصنيع الأماتول). وكانت من العوامل المؤدية للانفجار الرطوبة في أول شهر مارس والجفاف في آخِرة مما وفر ظروفًا مثالية للاحتراق الناتج عن الحرارة بشكل أساسي. مما أدى إلى مقتل 115 رجل وتحطمت النوافذ ولزجاج في مدينة ساوثيند أون سي عبر مصب نهر التايمز بينما شعر بعض الناس بالزلزال في مدينة نورويتش. | [ 27 ]                                                  |
| 3       | الولايات المتحدة الأمريكية | اوكديل، بنسلفانيا        | 15 سبتمبر 1916 | 6            | 1.36            | تعرضت مصانع شركة ايتنا للمواد الكيميائية لانفجار بمقدار 3000 رطل من نترات الأمونيوم أثناء عملية تركيز عن طريق التبخير. وكان سبب الانفجار هو وجود شوائب داخل حمض النتريك المستخدم أثناء عملية إنتاج نترات الأمونيوم. وبلغ مدى الانفجار 11 كيلومتر تقريبا قُتل فيها ستة رجال وجُرح ثمانية. | [ 28 ]                                                  |
| 4       | ألمانيا                    | Knurów                   | 26 يوليو 1921  | 19           | 30              | حدث الانفجار في مدينة السكك الحديدية في 26 يوليو 1921 (الواقع في بولندا حاليًا) بعدما قام مجموعة من العمال بجمع وحصر 30 طن من نترات الأمونيوم في شاحنتين بشكل غير آمن مع استخدام متفجرات التعدين على كتلتها الصلبة، مما تسبب في انفجار الشاحنتين، قتل فيها تسعة عشر شخصًا. | [ 29 ]                                                  |
| 5       | ألمانيا                    | لودفيغسهافن              | 21 سبتمبر 1921 | 561          | 450             | انفجار أوباو: وقع في 21 سبتمبر 1921، عندما انفجر 450 طن فقط من أصل 4500 طن من الكمية الأصلية من الأسمدة المخزنة في المستودع مكونة من خليط من كبريتات الأمونيوم وسماد نترات الأمونيوم المُخزّن في صومعة برجية في مصنع باسف (BASF) في مدينة أوباو، والتي هي الآن جزء من لودفيغسهافن، ألمانيا. وأسفر الانفجار عن مقتل مابين 500 و600 شخص وإصابة حوالي 2000 آخرين. | [ 30 ] [ 31 ] [ 32 ] [ 33 ]                             |
| 6       | الولايات المتحدة الأمريكية | نيوجيرسي                 | 1 مارس 1924    | 20           | 2               | كارثة نيكسون 1924: حدث الانفجار في صباح يوم السبت، 1 مارس 1924، عند الساعة 11:15 صباحًا، عندما انفجر مبنى في نيكسون نيو جيرسي وهي (منطقة داخل مدينة إديسون نيو جيرسي الحالية) ويُستخدم في معالجة نترات الأمونيوم، وتسبب مايقارب 4800 رطل من النترات من انفجار أدى ذلك إلى نشوب حرائق في المباني المحيطة في أعمال نيكسون التي تحتوي على مواد أخرى شديدة الاشتعال أودت الكارثة بحياة عشرين شخصًا، ودمر أربعين مبنى، وعدة أميال مربعة من مصانع نيوجيرسي | [ 34 ] [ 35 ] [ 36 ] [ 37 ] [ 38 ]                      |
| 7       | الولايات المتحدة الأمريكية | مسل شولس، ألاباما        | 3 مايو 1925    | 0            | 220 برميلًا      | وقعت الحادثة بتاريخ 4 أبريل 1925 و 3 مايو 1925 بعدما اشتعلت النيران في حمولتي شاحنتين تحتوي كل منهما على 220 برميل من نترات الأمونيوم. تم تخزينها في مستودعات بدرجات رطوبة متفاوتة لمدة 6 سنوات. ويُعتقد أنها اشتعلت بسبب الاحتكاك ببطانة ورق مانيلا المشبعة بالنترات. | [ 34 ]                                                  |
| 8       | فرنسا                      | ميراماس                  | 5 أغسطس 1940   | 0            | 240             | وقعت الحادثة في مدينة ميراماس الفرنسية حدث انفجر مايقارب 240 طن من نترات الأمونيوم بعد إصابتها بقذيفة من حريق قريب وقع في أحد قطرات الذخيرة. | [ 34 ]                                                  |
| 9       | بلجيكا                     | تيسينديرلو               | 29 أبريل 1942  | 189          | 150             | حادثة تسينديرلو الواقعة في بلجيكا بتاريخ 29 أبريل 1942، والتي وقعت على إثر محاولة لتفكيك كتلة من نترات الأمونيوم بلغ وزنها 150 طن بواسطة المتفجرات الصناعية، وأسفر الانفجار على مقتل 189 شخص وأصيب 900 آخرين. | [ 39 ]                                                  |
| 10      | الولايات المتحدة الأمريكية | تكساس سيتي               | 16 أبريل 1947  | 581          | 2086 + 870      | كارثة أو فاجعة مدينة تكساس: الواقعة بتاريخ 16 أبريل 1947، بعدما وقع حادث صناعي في سفينة (registered SS Grandcamp) الفرنسية، والتي كانت على وشك الوقوف عند أحد الأرصفة في موانئ مدينة تكساس. وقد شهدت السفينة حريق في حمولتها البالغة 2300 طن من مادة نترات الأمونيوم، وكانت البداية من هذه السفينة حيث اندلعت شرارة الانفجار الذي أودى بحياة المئات وأصاب الآلاف بإصابات بالغة، وبذلك تعتبر حادثة مدينة تكساس من أكبر الكوارث غير النووية التي حدثت في العالم. وقد نشب الحريق في السفينة التي رسَت عند رصيف ميناء تكساس عند الساعة الثامنة صباحًا، وبعدها بساعة واحدة لاحظ الناس انبعاث دخان ونار من عنبر الشحن فحاول العمال إطفاءه بمساعدة رجال الإطفاء بعد استدعائهم إلّا أن الحريق لم يلبث طويلًا حتى وصل إلى داخل مخزن نترات الأمونيوم عند الساعة التاسعة و12 دقيقة، مما سبَّب انفجارها، ثم انتشر الحريق في السفن القريبة منها في الميناء وتبعها بعد ذلك انفجارات ضخمة في المواد المحملة بخزانات تخزين النفط ومشتقاته وتبعتها سلسلة انفجارات متتالية في الميناء وما حوله من أبنية ومصانع، لقد كان سبب الحريق في البداية من على متن سفينة (Grandcamp) تحديدًا، ولكن قد تم الاشتعال بواسطة إهمال أو رمي بقايا سيجارة مشتعلة في اليوم السابق، وهذا يعني أن حمولة السفينة بدأت تحترق وخرج الدخان منها طوال الليل، وعندما اكتشف الحريق صباح اليوم التالي كان الوضع مهيئًا للانفجار. | [ 40 ] [ 41 ]                                           |
| 11      | فرنسا                      | بريست                    | 28 يوليو 1947  | 29           | 1700 - 3309     | حادثة ميناء بريست: وقعت بعدما تم تحميل سفينة الشحن النرويجية أوشن ليبرتي بكمية قدرها 3309 طن من نترات الأمونيوم وبمختلف المنتجات القابلة للاشتعال الأخرى، اشتعلت فيها النيران في الساعة 12:30 يوم 28 يوليو 1947. وفي بداية الحريق أمر القبطان أثنائها بإغلاق أبواب المستودعات ووضع البخار المضغوط داخلها. ولكن لم ينجح هذا في إيقاف الحريق، وتم سحب السفينة من الميناء الساعة 14:00 وانفجرت الساعة 17:00. تسبب الانفجار في مقتل 29 شخصًا وإلحاق أضرار بالغة بميناء بريست. | [ 42 ] [ 43 ]                                           |
| 12      | الولايات المتحدة الأمريكية | بريسكيو إزلي             | 26 أغسطس 1947  | 0            | 217             | وقعت الحادثة في شركة إي دبليو هيغينز بعدما انفجرت كمية 240 طن من نترات الأمونيوم في المصنع أثناء عملية تسخين تلقائي في كمية من الأسمدة المختلطة. | [ 28 ]                                                  |
| 13      | كندا                       | سانت ستيفن، نيو برونزويك | 1947           | 0            | 360             | وقعت الحادثة بعد تعرض مصنع شركة سامرز للأسمدة لحريق أدى إلى احتراق 400 طن من نترات الأمونيوم المخزنة ولم يكن هناك انفجار. | [ 28 ]                                                  |
| 14      | أفريقيا - آسيا             | البحر الأحمر             | 23 يناير 1953  | 0            | 4.000           | حادثة البحر الأحمر: وقع الانفجار في سفينة الشحن الفنلندية تيرينيا في 23 يناير 1953 بينما كان على متنها 4.000 طن من نترات الأمونيوم. وبعد محاولات باءت بالفشل في إطفاء الحريق عن طريق البخار، ليتم لاحقًا التخلي عن السفينة قبل أن تنفجر كليًا في وقت لاحق من المساء. | [ 28 ]                                                  |
| 15      | الولايات المتحدة الأمريكية | روزبورغ، أوريغون         | 7 أغسطس 1959   | 14           | 4.1             | انفجار روزبورغ: وقع الانفجار في أحد الشاحنات المحملة بطنين من الديناميت وأربعة أطنان ونصف من مادة نترات الأمونيوم، ووقع الانفجار في وقت مبكر من صباح يوم 7 أغسطس 1959، قتل في الانفجار والحريق 14 شخص وجرح 125. وشكل نسبة دمار كبيرة وسط المدينة. وقدرت الخسائر بنحو 10-12 مليون دولار. وتم تغريم الشركة المتسببة بالحادثة إلى دفع مبلغ 1.2 مليون دولار كتعويض مدني، ولكن تمت تبرئتها فيما بعد من ارتكاب المخالفات الجنائية. | [ 44 ]                                                  |
| 16      | الولايات المتحدة الأمريكية | تراسكوود، أركنساس        | 17 ديسمبر 1960 | 0            | 140-180         | حادثة انحراف القطار: وقعت في 17 ديسمبر 1960، بعدما عانى قطار الشحن المكون من 96 قاطرة من انحراف جزئي، حيث انحرفت منه آخر 23 قاطرة عن مسارها. وشملت القاطرات التي خرجت عن مسارها: أربع قاطرات تحمل زيت الوقود، وقاطرتين تحمل البنزين، وثلاث قاطرات تحمل زيت النفط، وأربع قاطرات تحمل براميل زيت التشحيم، وثلاث قاطرات تحمل سماد سائل، وقاطرة واحدة تحمل حمض النتريك المدخن وقاطرتين تحمل سماد نترات الأمونيوم. في هذا الحادث تحديدًا، لم تنفجر أي من قاطرتي نترات الأمونيوم. إلا أن حمض النتريك تفاعل مع زيت الوقود، الذي يعتبر أساسيًا لتكوين المتفجر صناعي أنفو والذي كان المحفز للحريق، مما أدى إلى انتشار مادة نترات الأمونيوم حول موقع الحادث. | [ 45 ] [ 46 ]                                           |
| 17      | فنلندا                     | أولو                     | 9 يناير 1963   | 0            | 10              | وقعت حادث انفجار Typpi Oy الصناعية في 9 يناير 1960 في حي تاكالانيلا في أولو نتج عنها مقتل عشرة أشخاص. ووقع الحادث بعد منتصف الليل في الساعة 12:54 صباحًا. وحطم الانفجار مئات النوافذ في وسط المدينة، وعلى بعد أكثر من كيلومترين أيضًا، وألقى بالطوب وقطع الخرسانة على بعد عدة كيلومترات. وتم سماع دوي الانفجار على بعد 45 كم، وتم تسجيله بواسطة أجهزة قياس الزلازل في مرصد سودانكيلا الجيوفيزيائي، على بعد أكثر من 270 كم. ويعود سبب الانفجار إلى اشتعال نترات الأمونيوم التي تستخدم كمواد خام الأسمدة والمتفجرات. | [ 47 ]                                                  |
| 18      | أستراليا                   | تاروم، كوينزلاند         | 30 أغسطس 1972  | 3            | 12              | حادثة شاحنة النترات: تعرضت إِحْدى الشاحنات التي كانت تحمل مايقارب 12 طن من نترات الأمونيوم لماس كهربائي نتج عنها احتراق الشاحنة، في شمال مدينة تاروم. وبعد توقف السائق وإيقاف الشاحنة المحترقة، قام شقيقان من مزرعة ماشية قريبة بالركوب داخل الشاحنة بعد رؤيتهما للنار على دراجات نارية بغرض المساعدة. نتج فيها مقتل الرجال الثلاث عندما انفجرت الشاحنة في حوالي الساعة 18:15. وتسبب الانفجار في احتراق أكثر من 2000 فدان من الغابات المحيطة، وترك حفرة كبيرة حيث كانت الشاحنة متوقفة. وتم افتتاح نصب تذكاري للرجال الثلاثة في موقع الحادث عام 2013. | [ 48 ] [ 49 ] [ 50 ] [ 51 ]                             |
| 19      | الولايات المتحدة الأمريكية | كانساس سيتي، ميزوري      | 29 نوفمبر 1988 | 6            | 23 (ANFO -أنفو) | وقعت الحادثة في 29 نوفمبر 1988، في الساعة 4:07 صباحًا، حيث انفجرت مقطورتان تحتويان على ما يقارب من (50.000 رطل - 23.000 كجم) من مادة ANFO المتفجرة (نترات الأمونيوم مع زيت الوقود) في موقع بناء يقع بالقرب من مخرج الشارع 87 من الطريق السريع 71 في مدينة كانساس سيتي. وكان من المقرر استخدام المتفجرات لتفجير الصخور أثناء بناء الطريق السريع رقم 71. أسفرت الانفجارات عن مقتل ستة رجال إطفاء من شركتي المضخات 30 و41 التابعة لإدارة الإطفاء في كانساس سيتي. وأضرمت النيران في شاحنة تقع بالقرب من المقطورات. وقد تم تحذير الشركات المستجيبة من وجود متفجرات في الموقع. ومع ذلك، لم يكونوا على علم بأن المقطورات كانت في الأساس مليئة بالمتفجرات. في الساعة 4:07 صباحًا، اشتعلت النيران في إحدى "المستودعات" ووقع انفجار كارثي، مما أسفر عن مقتل جميع رجال الإطفاء الستة على الفور ولم يتم العثور إلا على أشلائهم. وقع انفجار ثاني بعد 40 دقيقة، على الرغم من سحب جميع أطقم الإطفاء في ذلك الوقت. وخلقت الانفجارات حفرتين، يبلغ عرض كل منهما حوالي 30 متر وعمق 2.4 متر. كما حطمت الانفجارات النوافذ على بعد 16 كم وأمكن سماعها على بعد 64 كم. وتقرر لاحقًا أن الانفجارات كانت حرائق متعمدة، قام بها أفراد متورطون في نزاع عمالي مع شركة البناء المتعاقد معها لبناء الطريق السريع.                                                                                            | [ 52 ]                                                  |
| 20      | بابوا غينيا الجديدة        | منجم الذهب بورجيرا       | 2 أغسطس 1994   | 11           | 80 (ANE)        | حادثة منجم الذهب: وقعت في 2 أغسطس 1994، عند الساعة 9:45 صباحًا، لقى خلالها 11 عاملًا مصرعهم عندما انفجر أحد مصانع المستحلبات، أثناء عملهم في منجم پورگـِرا للذهب. حدث الانفجار المميت في بضعة أطنان من المتفجرات. ووقع انفجار أكبر لحوالي 80 طن من المستحلب الحساسة (مستحلب نترات الأمونيوم، ANE، UN 3375) بسبب نشوب حرائق أسفل مرافق التخزين في الموقع الساعة 11:02 صباحًا. لم يسفر الانفجار الثاني عن سقوط قتلى بسبب إخلاء الموقع. وشوهدت سحابة عيش الغراب أعلى الموقع. (ANE هو مستحلب من نترات الأمونيوم والوقود والماء) | [ 53 ]                                                  |
| 21      | الولايات المتحدة الأمريكية | سيرجنت بلوف، آيوا        | 13 ديسمبر 1994 | 4            | //              | انفجار مصنع أسمدة بورت نيل: وقع الانفجار في مصنع أسمدة بورت نيل في 13 ديسمبر 1994 في مصنع نترات الأمونيوم في (Terra International، Inc-شركة تيرا الدولية)، يبعد 16 ميلًا جنوب مدينة سيوكس سيتي، الولايات المتحدة. قُتل أربعة عمال في المصنع جراء الانفجار، وأصيب ثمانية عشر آخرون. تم تدمير المبنى المكون من سبعة طوابق في مكان الانفجار بالكامل، ولم يتبقَ سوى حفرة، ولحقت أضرارًا كبيرة بالمباني المحيطة. تم تعطيل أربع محطات قريبة لتوليد الكهرباء بسبب الانفجار، وشعر الساكنة بآثار الانفجار على بعد 30 ميلًا. تضرر خط جهد عالي يمتد بجوار المحطة وفوق نهر ميزوري، مما أدى إلى انقطاع التيار الكهربائي في ولاية نبراسكا المجاورة. تمزق صهاريج تخزين أمونيا مبردة سعة 15000 طن، مما أدى إلى إطلاق الأمونيا السائلة وأبخرة الأمونيا التي أجبرت على إجلاء 1700 من السكان من المنطقة المحيطة. وخلص تحقيق أجرته وكالة حماية البيئة الأمريكية في عام 1996 إلى أن الانفجار بدأ من خلال تفاعل تحلل حراري متسارع "كنتيجة مباشرة لإجراءات وظروف التشغيل غير آمنة في المصنع. | [ 54 ] [ 55 ] [ 56 ] [ 57 ] [ 58 ] [ 59 ] [ 60 ] [ 61 ] |
| 22      | الصين                      | شينغبينغ، شنشي           | 6 يناير 1998   | 22           | 27.6            | في منتصف ليلة 6 يناير 1998 عند الساعة 23:03، تعرضت مصنع شركة شينگ‌هوا للأسمد لسلسلة من الانفجارات. كانت هناك حاوية تحتوي على حوالي 27.6 طن من نترات الأمونيو. وأسفر الانفجار عن مصرع 22 شخصًا وإصابة 56 آخرين. وتم الإعلان رسميًا عن الانفجار باعتباره حادثًا. | [ 62 ]                                                  |
| 23      | فرنسا                      | تولوز                    | 21 سبتمبر 2001 | 31           | 200-300         | انفجار مصنع تولوز للكيماويات (AZF) : وقع الانفجار في 21 سبتمبر 2001 في مدينة تولوز، فرنسا وذلك من خلال انفجار مخزون من نترات الأمونيوم. حيث دُمّر المصنع بالكامل، مما أدى إلى فوهة بعمق حوالي 7 أمتار (23 قدمًا) وقطر 40 مترًا (130 قدمًا). تم العثور على عوارض فولاذية على بعد 3 كيلومترات (1.9 ميل) من الانفجار. بلغ حجم الانفجار 3.4 على مقياس ريختر، بقوة تقديرية تعادل 20-40 طنًا من مادة تي إن تي. سُمع الانفجار على بعد 80 كيلومترا (50 ميلا). وتسببت الكارثة في مقتل 31 شخصًا، ونحو 30 إصابة خطيرة، و2500 إصابة خفيفة. وتم تحطيم ثلثي نوافذ المدينة، مما تسبب في 70 حالة إصابة بجرح في أعين الساكنة. يتجاوز إجمالي الأضرار التي دفعتها مجموعات التأمين 1.5 مليار يورو. | [ 63 ] [ 64 ] [ 65 ] [ 66 ] [ 67 ] [ 68 ] [ 69 ] [ 70 ] |
| 24      | إسبانيا                    | كارتاخينا، مرسية         | يناير 2003     | 0            | //              | شهدت منشأة تخزين الأسمدة في (شركة Fertiberia-فيرتيبيريا) حريق على اثر تحلل ذاتي (SSD) في يناير 2003.وتم التحكم في الحريق بعد إزالة معظم المواد بالوسائل الميكانيكية. |                                                         |
| 25      | فرنسا                      | سان رومان أون خاريز      | 2 أكتوبر 2003  | 0            | 3-5             | اندلع حريق في مدينة سان رومان أون جارز (لوار)، في حظيرة كانت تحتوي وقت الحادث على رافعة شوكية تعمل بالبنزين وشاحن للبطاريات وزجاتين غازيتين سعة 13 كجم وآلات زراعية متنوعة، و500 كجم من الجير الحي و500 صندوق خشبي و6000 إلى 7000 صندوق بلاستيك و3-5 طن من نترات الأمونيوم المعبأة في أكياس كبيرة. وتم تخزينها في بالات من القش، و500 كجم من التفاح في غرف التخزين. بدأ الحريق في حوالى الساعة الثالثة بعد الظهر وتم إخطار رجال الإطفاء بالحريق في الساعة 4:02 مساء. وصلوا إلى مكان الحادث في الساعة 4:23 وبدأوا في إطفاء الحريق. ووقع الانفجار في الساعة 5:12 مساءً. وأصيب ستة وعشرون شخصًا جراء الانفجار، معظمهم من رجال الإطفاء. | [ 71 ]                                                  |
| 26      | إسبانيا                    | باراكاس                  | 9 مارس 2004    | 2            | 25              | وقع انفجار شاحنة تحمل 25 طن من سماد نترات الأمونيوم بعد نصف ساعة من وقوع حادث مروري في 9 مارس 2004 الساعة 12:45، مما أسفر عن مقتل شخصين وإصابة خمسة آخرين. وتسبب الانفجار، الذي سمع دويه على بعد عدة كيلومترات، مما أدى إلى في تكوين حفرة بعمق خمسة أمتار. | [ 72 ]                                                  |
| 27      | رومانيا                    | Mihăilești، بوزاو        | 24 مايو 2004   | 18           | 20              | انفجار ميهالستي: وقع الانفجار في 24 مايو 2004 في قرية ميهالستي، إقليم بوزاو، رومانيا. في حوالي الساعة 4:57 صباحًا، حيث انقلبت شاحنة محملة بـ 20 طن من نترات الأمونيوم على الطريق السريع E85. بعد الحادث بوقت قصير، اشتعلت النيران في الشاحنة، ثم اتصل السائق بالطوارئ. ووصلت سيارتا إطفاء إلى مكان الحادث بعد 20 دقيقة وبدأت في إخماد النيران. ووصل طاقم تلفزيوني أيضًا وبدأ في التصوير. في غضون ذلك، تجمع بعض القرويون حول الحادث. وفي الساعة 5:47 صباحًا، وقع انفجار صغير في مقصورة الشاحنة، تبعه بعد دقيقتين انفجار أكبر، مما أسفر عن مقتل 7 من رجال الإطفاء، وطاقم التلفزيون بالإضافة إلى العديد من القرويين وسائق الشاحنة (المجموع 18 شخصًا)، وكما أُصيب 13 آخرون. وخلّف الانفجار حفرة بعمق 6.5 متر، وبقايا بشرية وحطام متناثرة على مدى عدة مئات من الأمتار، وتسبب في أضرار بلغت حوالي 70 ألف يورو. | [ 73 ] [ 74 ] [ 75 ] [ 76 ] [ 77 ] [ 78 ]               |
| 28      | كوريا الشمالية             | مقاطعة ريونغتشون         | 22 أبريل 2004  | 162          | //              | كارثة ريونجشون: وقعت الكارثة في 22 أبريل 2004 في بلدة ريونجشون، كوريا الشمالية، بالقرب من الحدود مع الصين. قُتل ما لا يقل عن 54 شخصًا، بينهم بعض المواطنين السوريين. حيث حدث الانفجار في قطار شحن يحمل نترات الأمونيوم في منطقة السكك الحديدية المهمة في محطة ريونجشون في حوالي الساعة 13:00 وتم نشر الخبر من قبل وسائل الإعلام الكورية الجنوبية، التي أفادت بمقتل أو إصابة ما يصل إلى 3000 شخص في الانفجار والحرائق اللاحقة. وفقًا لتقرير الصليب الأحمر، فقد قُتل 160 شخصًا وأصيب 1300 في الكارثة. ومع ذلك، نُشرت تقارير رسمية في اليوم التالي عن وفاة 54 حالة وإصابة 1249. وأفاد الصليب الأحمر بتدمير 1850 منزل ومبنى وتضرر 6350 منزلًا آخر. | [ 79 ] [ 80 ] [ 81 ] [ 82 ] [ 83 ] [ 84 ] [ 85 ]        |
| 29      | إسبانيا                    | بونتا دي إستاكا دي باريز | 2007           | 0            | 400             | حادثة سفينة اوستيدجك: وقعت الحادثة بعدما أصيبت سفينة (Ostedijk-اوستيدجك) الناقلة للسماد الكيميائي (NPK) لحريق جراء تشبعها ذاتيًا (تسرب) من شحنة السماد الكيميائي لمدة 11 يوم، وكانت تحمل السفينة مجموعة 6012 طن من سماد NPK، وتحتوي الحمولة الثانية التي وقع فيها التحليل على 2627 طن من الأسمدة. والتي تحتوي سماد NPK وبنسبة تصل إلى حوالي 15% من نترات الأمونيوم. ووصل عمود النار إلى قطر 10 أمتار وطوله عدة مئات من الأمتار. وتم اخماد الحريق بعد إدخال رماح مائية خاصة داخل الشحنة لإطفاء الحريق. | [ 86 ]                                                  |
| 30      | المكسيك                    | مونكلوفا، كواهويلا       | 9 سبتمبر 2007  | 40           | 22 (ANFO -أنفو) | جرت الحادثة في 10 سبتمبر 2007 في حوالي الساعة 20:00، بالقرب من مونكلوڤا، كواهويلا في المكسيك، بعدما فقد سائق شاحنة قلابة سيطرته على الطريق وارتطمت الشاحنة في مقطورة تحميل 22 طن من نترات الأمونيوم ووزيت الوقود(ANFO-أنفو) مما أسفر عن مقتل الركاب الثلاثة في الشاحنة القلابة نتيجة للارتطام. بعدها اندلع حريق في المقطورة وفي حوالي الساعة 20:43، وقع انفجار ضخم أسفر عن مقتل 37 شخصًا وإصابة أكثر من 150 آخرين. وخلف الانفجار حفرة عرضها 9 أمتار وعمقها 1.8 متر. | [ 87 ] [ 88 ]                                           |
| 31      | الولايات المتحدة الأمريكية | بريان، تكساس             | 30 يوليو 2009  | 0            | //              | وقعت الحادثة بعدما اشتعلت النيران في مصنع تابع لشركة إلدورادو للكيماويات في بريان، تكساس، الذي تقوم بمعالجة نترات الأمونيوم لصناعة الأسمدة، حيث تم الانفجار في حوالي الساعة 11:40 صباح 30 يوليو 2009. وقد طُلب من أكثر من 80.000 مقيم في منطقة بريان/ كوليگ ستيشن إخلاء جنوب المدينة بسبب الأبخرة السامة الناتجة عن هذا الحريق. وقامت جامعة تكساس إي أند إم بتوفير مأوى في ريد أرينا، وهو مكان محلي داخل الحرم الجامعي. لم يتم الإبلاغ سوى عن إصابات طفيفة. | [ 89 ] [ 90 ]                                           |
| 32      | الولايات المتحدة الأمريكية | ويست، تكساس              | 17 أبريل 2013  | 15           | 240             | انفجار معمل سماد في ويست: وقعت الحادثة في منشأة ويست فرتلايزرالكمبانية في ويست، تكساس في 17 أبريل 2013 في الساعة 19:50 مساء، بعدما انفجرت 240 طن من نترات الأمونيوم المخزنة هناك، مما أدى إلى تسوية ما يقرب من 80 منزلًا ومدرسة متوسطة، وقتل الانفجار قرابة 15 شخصًا من بينهم إطفائيون متطوعون وجرح أكثر من 160 آخرين. وقال المركز الجيولوجي الأمريكي إلى أن قوة الانفجار عادلت هزة أرضية بقوة 2.1 على مقياس ريختر مع الأخذ بعين الحسبان أن الانفجار وقع فوق سطح الأرض، وكانت هناك تقارير تفيد بأن المنشأة قد خزنت نترات الأمونيوم أكثر مما كان مسموحًا به، دون تنظيم من قبل وزارة الأمن الداخلي. | [ 91 ] [ 92 ] [ 93 ] [ 94 ]                             |
| 33      | أستراليا                   | وياندرا، كوينزلاند       | 5 سبتمبر 2014  | 0            | 56              | وقعت الحادثة في (الساعة 22:11 - 22:12) بعد احتراق شاحنة تحمل 56 طن على طريق ريفي، وانفجرت بعد وقت قصير من إنقاذ السائق. وسُمع الانفجار على بعد 30 كم مع تطاير الحطام على بعد كيلومترين، ودمر جسر الطريق السريع. وأصيب السائق وستة رجال إطفاء. | [ 95 ] [ 96 ]                                           |
| 34      | الصين                      | ميناء تيانجين            | 12 أغسطس 2015  | 173          | 800             | انفجارات تيانجين 2015: وقع الانفجار في ميناء تيناجين في 12 أغسطس 2015 في حوالي 23:36 ليلًا بالتوقيت المحلي، وذلك في مستودع كيميائي كان يضم مادة النيتروسيليلوز في منطقة بينهاى الجديدة، وهي منطقة اقتصادية كبيرة وهامة تحت إدارة ميناء تيانجين في مدينة تيانجين في الصين. حيث انفجر مايقارب 800 طن من نترات الأمونيوم المخزنة في مكان قريب وقد سمع دوي سلسلة الانفجارات على بعد عدة كيلومترات حتى وصل ذلك إلى قمر اصطناعي ياباني مخصص للأحوال الجوية، وتعادل قوة الانفجار ثلث قوة قنبلة هيروشيما النووية، إضافة إلى رجات أرضية خفيفة حول موقع الانفجار. وحسب الحكومة أكثر من 700 شخص أصيبوا بالانفجار. ومقتل حوالي 104 شخص. وتعرضت المباني والبضائع في الميناء لأضرار جسيمة، كما تضررت الوحدات السكنية المجاورة، ووقعت أضرار بالغة بمحطة السكك الحديدية. | [ 97 ] [ 98 ] [ 99 ] [ 100 ] [ 101 ] [ 102 ] [ 103 ]    |
| 35      | لبنان                      | بيروت، مرفأ بيروت        | 4 أغسطس 2020   | 220          | 2750            | انفجار مرفأ بيروت 2020: وقع الانفجار على مرحلتين في المستودع رقم 12 في مرفأ بيروت في عصر 4 أغسطس 2020 نتجت عنه سحابة دخانية كبرى تشبه سحابة عيش الغراب، وأدّى إلى أضرار كبيرة في المرفأ وتهشيم الواجهات الزجاجية للمباني والمنازل في معظم أحياء العاصمة بيروت، وسجّلت وزارة الصحة اللبنانية، مقتل أكثر من 220 شخصًا وإصابة أكثر من 6000 آخرين، في حين أشارت التقارير إلى أن أعداد المفقودين حوالي 110 أشخاص، وأُعلن عن نزوح أكثر من 300 ألف مواطن لبناني بسبب الدمار الذي لحق بمساكنهم، وقدر محافظ بيروت الخسائر المادية الناجمة عن الانفجار ما بين 10 إلى 15 مليار دولار أمريكي. وكشفت الجهات الأمنية أن سبب الانفجار «احتراق كمية 2750 طن من نترات الأمونيوم» كانت مخزنة في المرفأ منذ أكثر من ست سنوات، وقد أعلن لاحقًا أن بيروت «مدينة منكوبة». | [ 104 ] [ 105 ] [ 106 ]                                 |